# Philippe-François d'Albignac de Castelnau
Philippe-François d'Albignac de Castelnau, est un évêque français né le 1er août 1742 au château de Triadou, à Peyreleau en Aveyron et mort le 3 janvier 1814 à Londres.

## Famille
Il est le fils d’Antoine François Alexandre d'Albignac de Castelnau et d’Anne Élisabeth Constance de Montboissier-Beaufort-Canillac. Sa sœur aînée, Anne Geneviève François d'Albignac de Castelnau a épousé dès 1746 Joseph Durey de Morsan (1717-1795) ; leur fille Anne Françoise Elizabeth Armide Durey de Morsan devient comtesse de Rochechouart par son mariage en 1775 avec Louis Pierre Jules César de Rochechouart, chevalier, seigneur de Montigny, le Monceau et autres lieux, capitaine au régiment du roi Cavalerie. 
Le 9 septembre 1771, Philippe François d’Albignac de Castelnau célèbre à Pont-du-Château le mariage de sa sœur cadette Constance Agathe d’Albignac de Castelnau avec Pierre-Antoine de Thilorier alors mousquetaire de la deuxième compagnie de la garde ordinaire du roi: Thilorier est le beau-frère de Françoise de Sentuary bientôt remariée avec Jean Jacques Duval d'Epremesnil. 

## Carrière
Philippe François d’Albignac de Castelnau est vicaire général du diocèse de Bayeux (1771), aumônier du Roi (à partir de 1772-), abbé commendataire de l'abbaye de Bois-Aubry (1769-1776), puis d'Hérivaux (1776-1784) et de Chambre-Fontaine (1780-1790) avant d'être nommé évêque d'Angoulême et consacré le 18 juillet 1784.
En 1789, il est élu par la sénéchaussée d'Angoumois député du clergé de la sénéchaussée d'Angoulême aux États généraux. S'opposant au vote par tête et à la constitution civile du clergé, il refuse de prêter le serment et il est remplacé par Pierre-Mathieu Joubert élu évêque constitutionnel du département de la Charente. Il émigre dès 1791 en Angleterre. Lors de la signature du Concordat de 1801, il refuse de se démettre et il meurt à Londres le 3 janvier 1814.